# Papa Clemente IV
Clemente IV, nato Gui Foucois o Guy Le Gros Foulquois o Foulques, italianizzato in Guido il Grosso Fulcodi (Saint-Gilles-du-Gard, 23 novembre tra il 1190 ed il 1200 – Viterbo, 29 novembre 1268), è stato il 183º papa della Chiesa cattolica dal 1265 alla morte. È beatificato l'8 giugno 1864 da Pio IX.

## Biografia

### Militare, avvocato e consigliere del re
Nacque in Linguadoca, a Saint-Gilles-du-Gard, da una buona famiglia della borghesia, in un anno imprecisato tra il 1190 ed il 1200.
Fu in gioventù soldato e combatté contro i Mori, si diede quindi agli studi e si laureò in diritto civile, divenendo successivamente un celebre avvocato e giurista. Nel 1239 sposò la nobile figlia di Simon de Malbois, che gli diede molti figli. La moglie morì intorno al 1250, quando erano ancora in vita soltanto due figlie femmine, Mabilie e Cécile. Rimasto vedovo, Guy decise di prendere gli ordini: nel 1255 divenne sacerdote. Data la sua notorietà ebbe una fulminea carriera ecclesiastica e fu nominato vescovo di Puy nel 1257 e arcivescovo di Narbona nel 1259.

### Pontificato
Negli stessi anni divenne anche fidato consigliere di re Luigi IX e di papa Urbano IV, che nel 1261 lo creò cardinale vescovo di Sabina. Legato pontificio in Inghilterra per una difficile mediazione tra Enrico III e i suoi baroni e la Chiesa locale, era in viaggio nel febbraio 1265 quando, morto Urbano IV, il Collegio cardinalizio, riunito a Perugia, lo elesse papa, forse per assecondare Luigi IX o, più probabilmente, per affidare ad un uomo abile ed esperto la guida della Chiesa in un momento di grande difficoltà. Guy lasciò la Francia per recarsi a Roma.
Clemente IV fu papa per circa 45 mesi: il tempo gli fu sufficiente per lasciare una traccia importante nella Storia della Chiesa. Si distinse per severa austerità, nonché per estremo rigore morale ed assoluta onestà. Va ricordato, ad esempio, come Clemente IV non si sia avvalso di alcuna forma di nepotismo, non creando cardinali durante il suo pontificato, ed abbia duramente combattuto la corruzione. Governò le vicende interne della Chiesa con fermezza e determinazione, sostenendo la necessità che i benefici ecclesiastici fossero riservati alla Santa Sede e finendo per essere indicato come il vero fondatore della fiscalità pontificia.

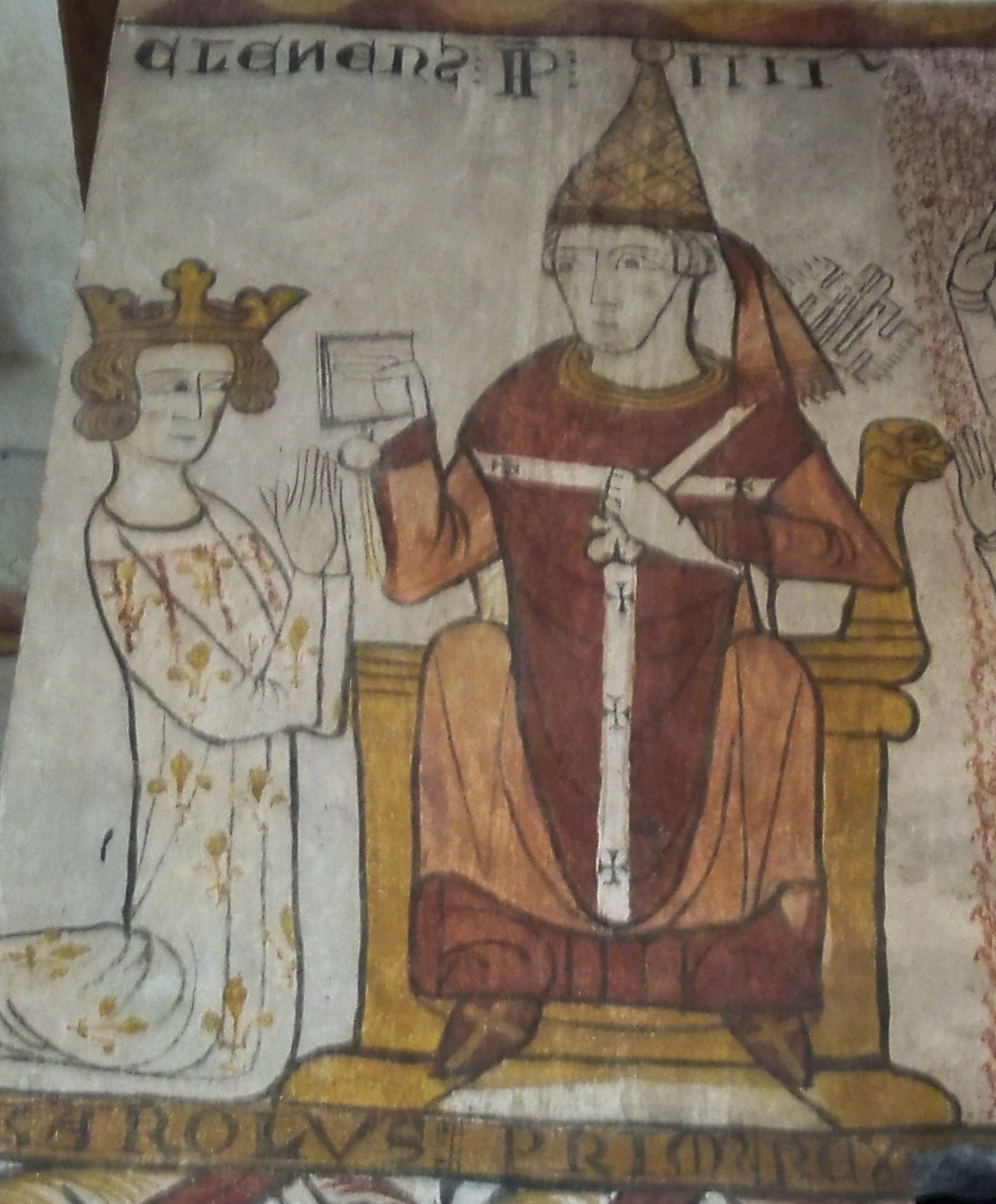
Clemente IV e Carlo I d'Angiò, affresco del XIII secolo conservato nella "Tour Ferrande" a Pernes-les-Fontaines (Francia).

### Le VII gioie della Vergine
Gui Folqueis, prima di diventare Clemente IV, era parte del foltissimo gruppo di trovatori provenzali, pur figurando per una sola preghiera, Le VII gioie della Vergine, rivendicata peraltro una volta eletto papa in quanto riteneva evidentemente che niente poteva impedire di essere nello stesso tempo papa e autore. Questi poeti e musicisti originari della metà del Sud della Francia, che utilizzavano il dialetto letterario della Lingua d'Oc sono stati gli iniziatori della poesia lirica, interpretata di corte in corte, nell'Europa del Medioevo e, ciò che più importa, hanno messo la loro arte al servizio d'una nuova concezione dell'amore che ha profondamente modellato, così ha scritto Henri-Irénée Marrou,  la struttura della psiche occidentale.

#### Relazioni con gli Hohenstaufen e con Carlo I d'Angiò
Da oltre un decennio la Santa Sede era impegnata nel conflitto contro Manfredi di Sicilia, considerato "usurpatore" del trono di Palermo poiché si era impadronito del Regno di Sicilia contro la volontà della Santa Sede, tanto che Clemente - subito dopo l'elezione, a causa del blocco navale delle coste italiane operato dalla flotta siciliana - fu costretto ad entrare in Italia in incognito.
Il primo atto del nuovo pontefice fu la scomunica di Manfredi. Inoltre portò a termine le trattative, iniziate dal suo predecessore con Carlo I d'Angiò, per favorire la discesa in campo delle armi francesi contro gli Svevi, e insediare il sovrano angioino sul trono di Sicilia.
Grazie al determinante aiuto del Pontefice, nel 1266 Carlo sconfisse ed uccise Manfredi nella battaglia di Benevento (1266). Fece così ingresso trionfale in Napoli, insediandosi con determinazione sul trono del regno di Sicilia.
Nel febbraio 1268 papa Clemente IV indisse una Crociata per debellare tutti i musulmani presenti a Lucera, all'epoca unica piazzaforte dell'Islam nell'Italia meridionale. Carlo I fu a capo dell'assedio fino a quando l'ultimo rampollo degli Hohenstaufen, Corradino, tentò a sua volta d'impadronirsi del Regno di Sicilia. Fu sempre Carlo I a sconfiggerlo nella decisiva battaglia di Tagliacozzo (23 agosto) e quindi a farlo decapitare a Napoli il 29 ottobre, con l'approvazione del papa. Lucera, invece, venne espugnata per fame il 27 agosto 1269.

#### Relazioni con altri monarchi
Va senz'altro citata la straordinaria e lunghissima amicizia con Luigi IX, re saggio, illuminato e dotato di grande fede (verrà canonizzato nel 1297 da papa Bonifacio VIII), che conobbe Clemente IV in gioventù e gli fu sempre molto vicino. Meritano menzione i prolungati rapporti epistolari che il papa intrattenne con l'imperatore bizantino Michele VIII e con Abaqa, khan dei Tartari, volti soprattutto ad ottenere l'appoggio dei due sovrani all'ottava crociata, combattuta da Luigi IX in Tunisia.

Ci sono testimonianze di una sua corrispondenza con il principe Giacomo d'Aragona. Riferendosi agli insediamenti arabi presenti nella zona di Valencia, il papa gli scrisse di «esiliare quelle genti fuori dei confini del regno» poiché a suo avviso non era tollerabile che vi fossero dei musulmani in un regno cristiano.

#### Relazioni con i dotti del suo tempo
Sotto il profilo dottrinale va ricordata l'importante e lunga amicizia con san Tommaso d'Aquino. Le riflessioni del teologo sul rapporto fede-ragione, con la prevalenza dell'intelletto nella vita spirituale dell'uomo, non potevano non lasciare segni profondi nel dotto papa francese, tanto che Clemente IV chiamò spesso l'aquinate a Viterbo perché tenesse cicli di predicazioni nella chiesa di Santa Maria Nuova.

Un altro rapporto importante fu quello con il francescano inglese Ruggero Bacone, filosofo ed alchimista, al quale il papa chiese di riunire in un unico trattato tutta la sua opera e le sue scoperte: nacque così l'Opus maius, testo fondamentale di Bacone che, tra l'altro, segnalò anche al pontefice la necessità di riformare il calendario giuliano, di cui il filosofo aveva già rilevato gli errori rispetto all'anno solare. Solo la morte di Clemente interruppe questo proficuo rapporto.

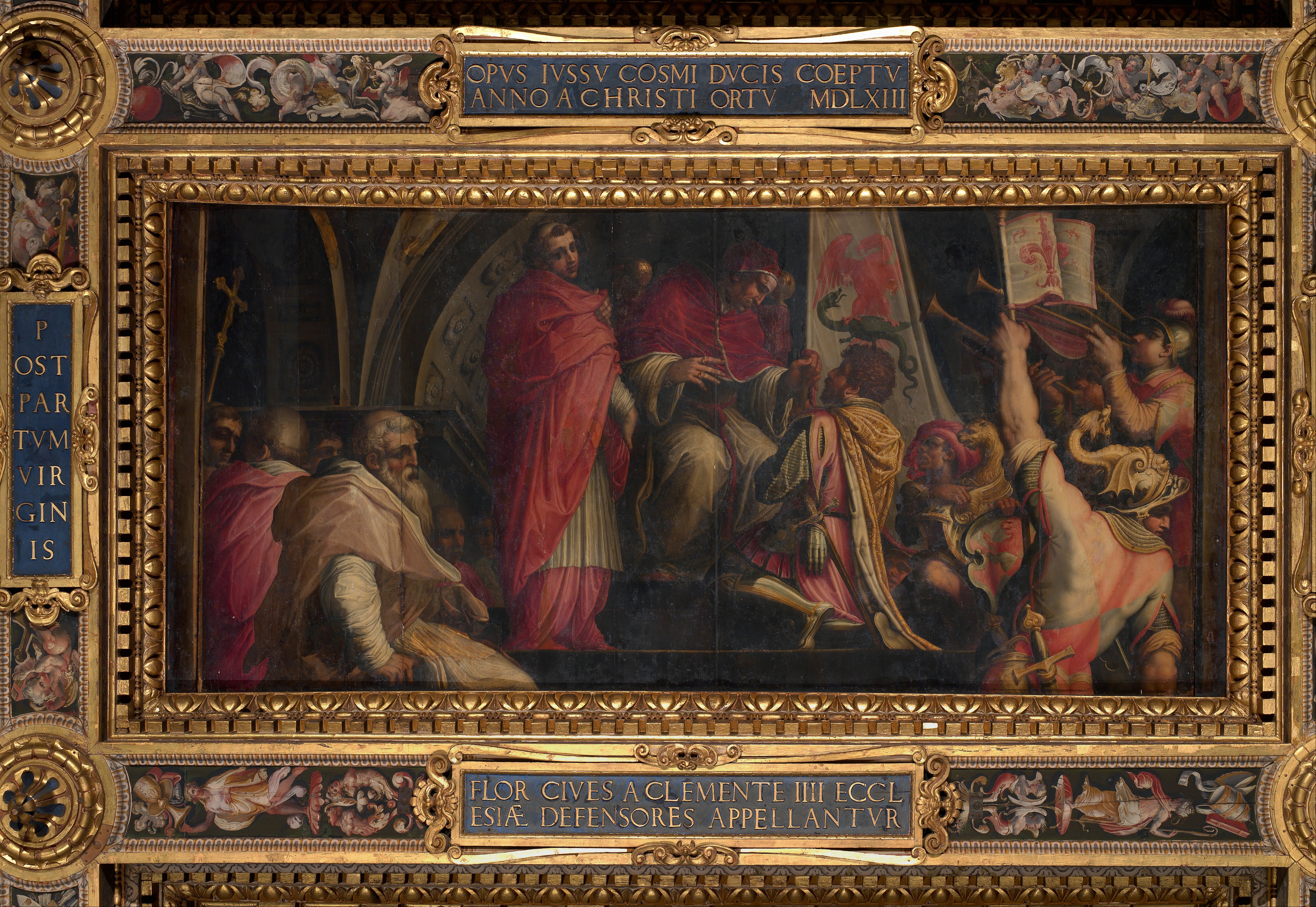
Clemente IV consegna le insegne ai capi guelfi. Giorgio Vasari, Palazzo Vecchio (Firenze).

#### Ultimi anni
Non apprezzando gli ambienti romani, ritenuti troppo ghibellini, Clemente IV sin dai primi tempi del suo Pontificato aveva trasferito la Corte Papale a Viterbo, insediandosi nel Palazzo Vescovile, che fece ristrutturare e rinominare Palazzo Papale. Nel 1265 il pontefice autorizzò, nelle cause d'eresia, l'uso della tortura, peraltro già usata in larga misura in tutti i tribunali laici del tempo; fu inoltre severissimo nei confronti degli "ebrei recidivi", per i quali chiese a Luigi IX castighi esemplari. Nel 1266 approvò l'istituzione della Parte Guelfa di Firenze in riconoscenza della determinante partecipazione della cavalleria guelfa fiorentina a fianco di Carlo I d'Angiò nella Battaglia di Benevento del 26 febbraio 1266 e concesse ai consoli dei cavalieri di Firenze il privilegio di fregiarsi del proprio stemma d'argento all'aquila di rosso brancante un drago verde.
Il 29 novembre 1268 il papa ebbe un improvviso malore e morì, tra la commozione profonda del popolo viterbese, che lo considerava un «uomo superiore, misticamente ispirato», cioè morto "in odore di santità". Venne inizialmente sepolto nella Cattedrale di Viterbo, quindi, come da lui stesso indicato, nella chiesa domenicana di Santa Maria in Gradi in un bel monumento funebre, opera dello scultore Pietro di Oderisio.

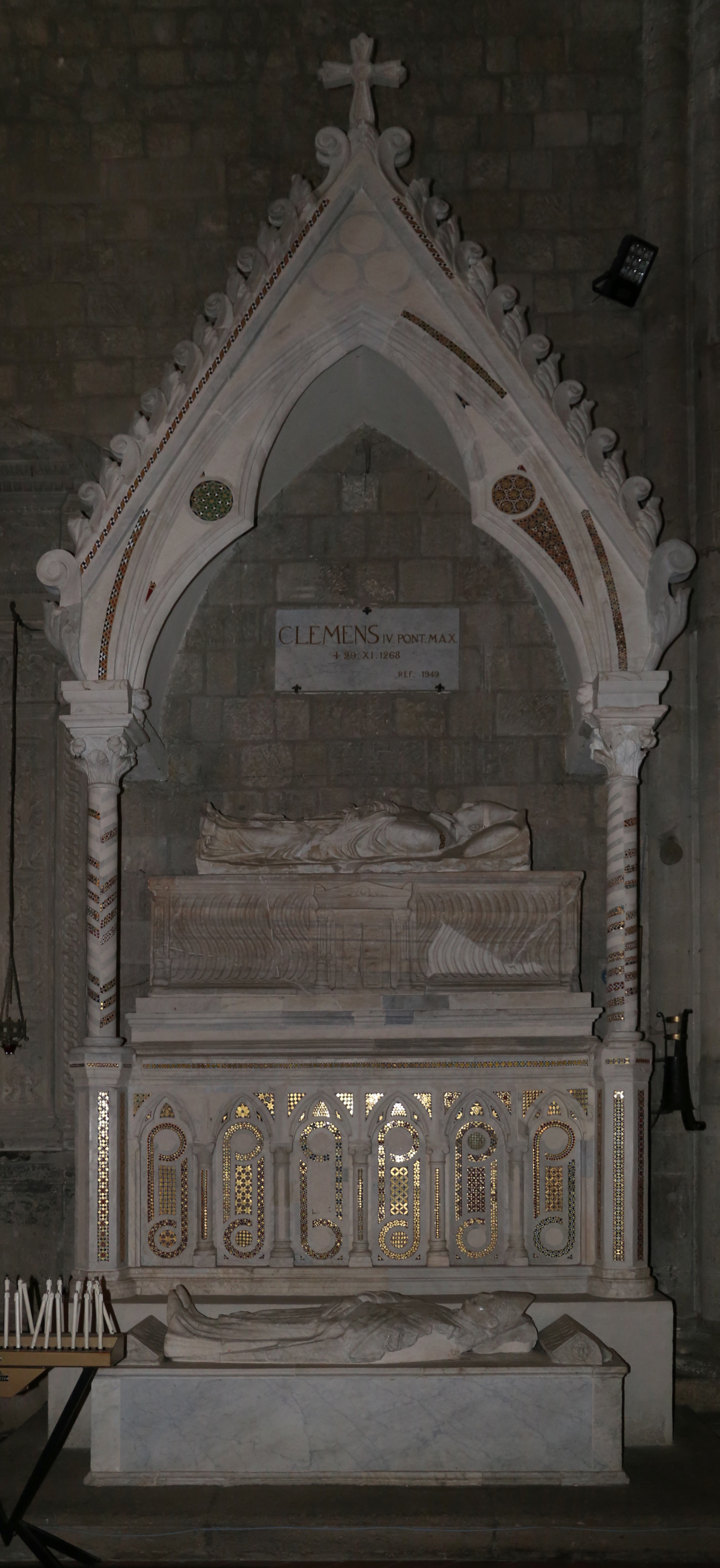
Tomba di Clemente IV nella Basilica di San Francesco alla Rocca (Viterbo).

Peraltro la tomba di Clemente IV ebbe nei secoli molte vicissitudini: fu più volte spostata, profanata, insozzata (anche ad opera dei connazionali francesi napoleonici), finché nel 1885 venne trasferita nella francescana Basilica di San Francesco alla Rocca, ove si trova tuttora, vicino alla tomba di papa Adriano V.

#### Concistori per la creazione di nuovi cardinali
Anche se la maggioranza degli storici ritiene che Clemente IV non abbia mai creato cardinali, alcuni studiosi hanno sollevato il problema del prelato francese Bernard Ayglier, insigne teologo e giurista benedettino, Abate di Montecassino dal 1263 alla morte (1282); secondo questi studiosi, egli sarebbe stato l'unico cardinale creato da Clemente IV, peraltro in un concistoro di cui non si conosce l'anno e sul quale non vi sono documenti, né si conosce l'eventuale titolo del presunto porporato.
D'altra parte nessun cardinale con questo nome partecipò alle sei elezioni papali tenutesi dal 1268 al 1282. Infine, dopo la morte dell'abate Ayglier, sulla sua tomba a Montecassino non furono posti né stemmi né indicazioni di alcun tipo.

## Opere
- (FR) Registres de Clément IV, Paris, Thorin & fils, 1893-1945.

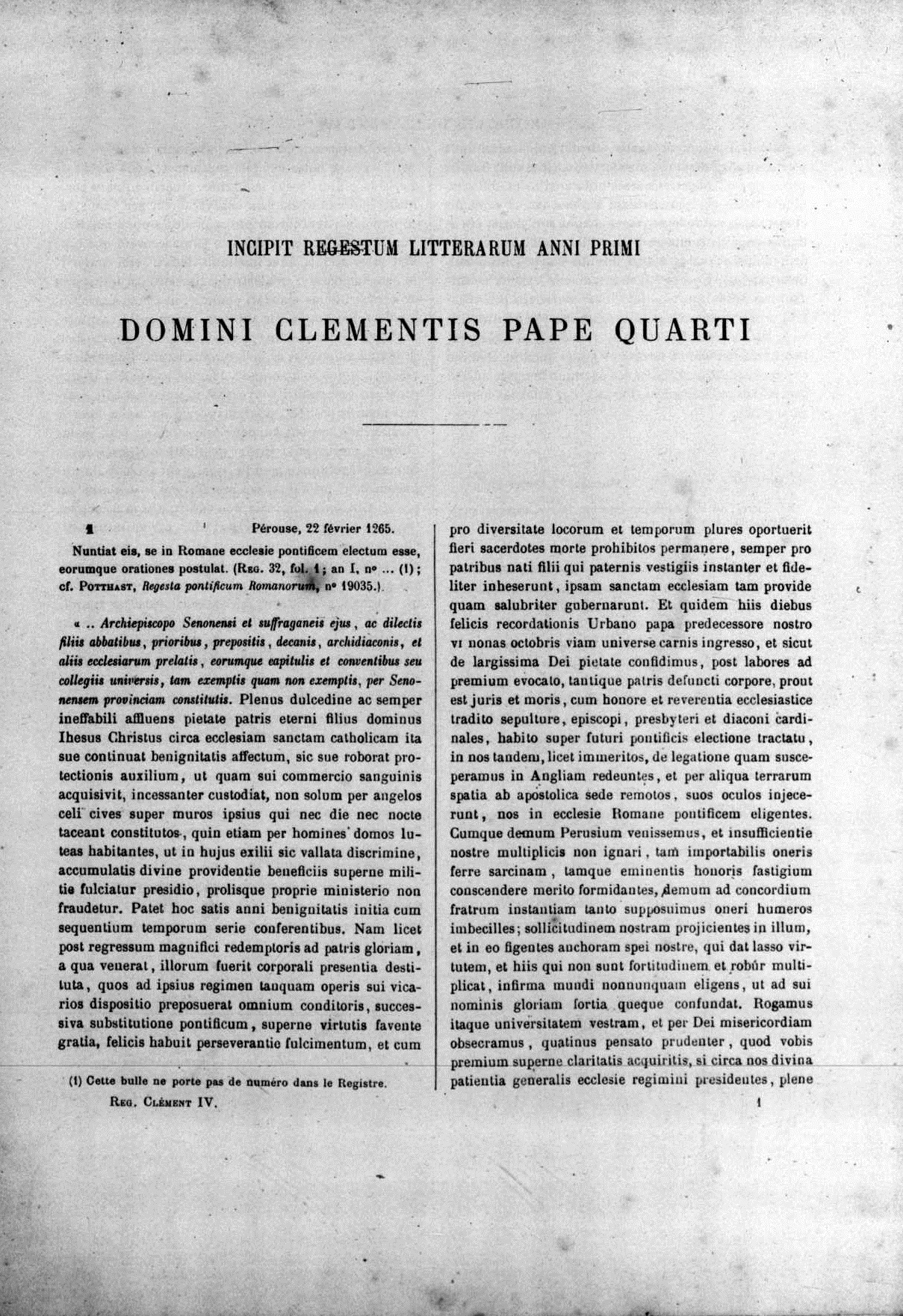
Raccolta degli scritti di Clemente, pubblicata a Parigi tra il 1893 e il 1945

## Storiografia su Clemente IV

### False attribuzioni
Clemente IV fornì il consenso all'iniziativa dell'arcivescovo Bartolomeo Pignatelli, ripresa da Dante, di disseppellire il corpo di Manfredi e di disperderne i resti al di fuori del Patrimonio di San Pietro, nottetempo e al buio, «come si conveniva ad un eretico». Peraltro gli storici sono pressoché concordi nel riconoscere che questa operazione sia stata ideata autonomamente dall'arcivescovo Pignatelli, nemico giurato di Manfredi, al quale Clemente IV avrebbe dato soltanto il consenso.
Solleva non poche perplessità l'episodio della lettura del biglietto scritto dal papa di suo pugno ed inviato a Carlo I d'Angiò poco prima della decapitazione di Corradino e contenente le lapidarie parole Mors Corradini, Vita Caroli. Vita Corradini, Mors Caroli. Tuttavia, alcuni storici ritengono l'episodio pretestuoso e ideato dalla corte di Carlo per mostrare come l'esecuzione, decisa dopo il processo e la condanna di Corradino, voluta solo dal sovrano angioino, fosse avallata anche dalla Chiesa. Che Carlo volesse ammantare questo delitto ("necessario" per eliminare un legittimo pretendente al trono e un pericoloso avversario, crimine inevitabile secondo la logica applicazione della lotta per la successione e secondo le conseguenze giuridiche della meticolosa applicazione delle norme stabilite da Federico II nelle sue Constitutiones) dell'idea che Corradino fosse una minaccia, non per le sue ambizioni o per la corona di Sicilia, ma per l'autorità della Chiesa, è testimoniato da una lettera che l'Angioino inviò a Clemente IV e in cui affermò che la fine riservata al giovane era degna dei "persecutori della Chiesa".

### Giudizio degli storici
Molti dubbi hanno determinato negli studiosi i pesantissimi attacchi e la dura scomunica a Corradino lanciati il 5 aprile 1268, durante le funzioni del giovedì santo, dalla Cattedrale di Viterbo.
La frequentazione con san Tommaso, il teologo di "fede e ragione", portò, con ogni probabilità, Clemente ad elaborare il concetto di un papato inteso come "teocrazia razionale", in cui la ricerca del "vero" fosse perseguita con rigida fermezza fino alle estreme conseguenze, sia nell'ambito politico che in quello più strettamente religioso. In un simile pensiero era ovviamente assente ogni riferimento alla spiritualità francescana, che stava permeando il mondo cristiano in quell'epoca, grazie anche agli scritti e alle predicazioni di san Bonaventura; mancavano insomma a Clemente IV quell'amore assoluto per il prossimo e quella bontà d'animo che caratterizzeranno invece il suo successore papa Gregorio X.

## Genealogia episcopale e successione apostolica
La genealogia episcopale è:
- Vescovo Raymond Amaury
- Papa Clemente IV

La successione apostolica è:
- Vescovo Paperone de' Paperoni, O.P. (1265)
- Arcivescovo Marino Filomarino, O.P. (1266)
- Arcivescovo Giacomo di Castiglione (1266)
- Vescovo Ugolino Acquaviva (1266)
- Vescovo Pedro de Morella (1266)
- Arcivescovo Pierre de Charny (1267)
- Vescovo Mikołaj I Lis (1267)
- Arcivescovo Nicola di Trani (1267)
- Vescovo Niccolò da Sinizzo (1267)
- Arcivescovo Ugo di Nissun (1268)
- Arcivescovo Jon Raude (1268)
- Vescovo Juan de Villahoz (1268)